# カッパ・ブックス
カッパ・ブックスは、光文社により、1954年から2005年まで発行された、ソフトカバータイプの新書レーベル。

## 名称・ロゴ
名称の由来は、日本の想像上の動物である河童（かっぱ）から来ており、「カッパは、いかなる権威にもヘコたれない。非道の圧迫にも屈しない。なんのへのカッパと、自由自在に行動する。その何ものにもとらわれぬ明朗さ。その屈託（くったく）のない闊達（かったつ）さ。裸（はだか）一貫のカッパは、いっさいの虚飾をとりさって、真実を求めてやまない。たえず人びとの心に出没して、共に楽しみ、共に悲しみ、共に怒る。しかも、つねに生活の夢をえがいて、飽（あ）くことを知らない。カッパこそは、私たちの心の友である。」という精神を編集方針としていた。 ホルンを吹いている河童をロゴマークとしていた。

## 沿革
光文社常務取締役出版局長を務めていた神吉晴夫は、知識人向け教養新書路線とされる先行の岩波新書（1938年創刊）に対して、わかりやすさを重点に置いた、大衆向け教養新書路線の新書を企画し、光文社は1954年（昭和29年）10月に伊藤整の『文学入門』、中村武志の『小説 サラリーマン目白三平』をもって、カッパ・ブックスを創刊した。なお、カッパ・ブックスという名称はペンギン・ブックスに倣ったものであった。当時としては大きい9ポイントの活字で印刷され、また、現在多くの新書で採られている、本の裏表紙に著者の写真と略歴を入れる装丁は、日本の新書で初めての試みであった。
創刊当初は必ずしも順調な出足とは言えない状態であったが、神吉が「創作出版論」と呼ぶ、編集者による企画先行の姿勢と、「カッパの本はみんなヒットする」などのキャッチコピーを使った積極的な広告によって大量生産化を実行し、カッパ・ブックスは日本の第1次新書ブームの主役と呼ばれる存在となっていった。刊行分野は生活実用書を中心としていたが、時にノンフィクションを含むなど、多岐に渡る。1960年代から1970年代の表紙の装丁は田中一光が担当していた。
1959年（昭和34年）5月に総発行部数が1000万部を突破、光文社は、カッパ・ブックスを発展させたシリーズとして、「カッパ・ノベルス」（1959年創刊）・「カッパ・ビジネス」（1963年創刊）・「カッパ・ホームス」（1969年創刊）、「カッパ・サイエンス」（1980年創刊）などを創刊していった。1961年（昭和36年）に出版した岩田一男の『英語に強くなる本』は「パンのように売れる」のキャッチコピーのもと、三ヶ月で100万部以上を売上げて、カッパ・ブックス初のミリオンセラーとなった。
なお、社会学者の加藤秀俊は1962年（昭和37年）に東京新聞の「日本の新書文化」で、「新書の流行で、読書という行為が知識階級だけの特殊な行為でなく、すべての人間の日常行為に組み入れられるようになった」と述べている。
また、その後も1966年にシリーズ第1作目を出版した多湖輝の『頭の体操』や、1966年に出版した五味康祐の『五味マージャン教室』や、1970年に第1作目を出版した後、全4巻のシリーズとなった塩月弥栄子の『冠婚葬祭入門』などのベストセラーを連発し、1972年（昭和47年）には累計部数が1億冊を突破するなど、読者の支持を獲得し、好調な売上げを記録していった。
そうした中、1970年から1977年（昭和52年）にかけて、光文社では「光文社闘争」と呼ばれる激しい労働争議が起こり、カッパ・ブックスの発行も一時中断した。社長となっていた神吉は、批判の中で光文社を退職し、かんき出版を創業した。また、一時カッパ・ブックスの編集長を務めていた伊賀弘三良ら、光文社の役員も退職し、祥伝社を設立、カッパ・ブックスのノウハウを活かした、ノン・ブックシリーズを発刊した。また、多湖輝の『頭の体操』などを担当していた、編集者の柳下要司郎も、光文社を退職し、ごま書房（現在のごま書房新社）の創業に参加した。
1990年代以降は、一時の勢いと比べて衰えを見せるようになっていき、2001年（平成13年）11月に刊行開始した光文社の同じ新書レーベルである光文社新書と入れ替わる形で、カッパ・ブックスは、2005年（平成17年）1月の『頭の体操 四谷大塚ベストセレクション』を最後に、新刊の刊行を停止した。

## カッパの本累計発行部数
「カッパ・ブックス」のほか、「カッパ・ノベルス」、「カッパ・ビジネス」、「カッパ・ホームス」、「カッパ・サイエンス」、四六判文芸書などを含めた総発行部数。
- 1973年3月27日 - 1億200万部（1億部突破）[12]
- 1983年 - 2億部突破[13]
- 1989年 - 2億5000万部突破[14]

## 主なベストセラー
※太字はミリオンセラー。書籍名の多くにサブタイトルが付いているのは、神吉の方針に端を発していた。なお「カッパ・ノベルス」の作品はここから省いている。
- 望月衛『欲望 - その底にうごめく心理』（1955年）
- 渡辺一夫『うらなり抄 - おへその微笑』（1955年）
- 本多顕彰『指導者 - この人びとを見よ』（1955年）
- 岡本太郎『今日の芸術 - 時代を創造するものは誰か』（1955年）
- 安田徳太郎『日本人の歴史〈第１〉万葉集の謎』（1955年）
- 三笠宮崇仁『帝王と墓と民衆 - オリエントのあけぼの』（1956年）
- 加藤正明『異性ノイローゼ - 歪んだ性行動の心理判断』（1956年）
- 神吉晴夫編『三光 日本人の中国における戦争犯罪の告白』（1957年）
- 坂本藤良『経営学入門 - 現代企業はどんな技能を必要とするか』（1958年）
- 林髞『頭脳 - 才能をひきだす処方箋』（1958年）
- 安本末子『にあんちゃん - 十歳の少女の日記』（1959年）
- 藤本正雄『催眠術入門 - あなたも心理操縦ができる』（1959年）
- 林髞『頭のよくなる本 - 大脳生理学的管理法』（1960年）
- 川喜田二郎『鳥葬の国 - 秘境ヒマラヤ探検記』（1960年）
- 岩田一男『英語に強くなる本 - 教室では学べない秘法の公開』（1961年）
- 南博『記憶術 - 心理学が発見した20のルール』（1961年）
- 黄小娥『易(えき)入門 - 自分で自分の運命を開く法』（1962年）
- 浅野八郎『手相術 - 自分で、自分の成功を予知できるか』（1962年）
- 小池五郎『スタミナのつく本 - 体のリズムに乗る栄養生理学の法』（1962年）
- 郡司利男『国語笑字典 - カッパ特製』（1963年）
- 占部都美『危ない会社 - あなたのところも例外ではない』（1963年）※「カッパ・ビジネス」
- 猪木正文『数式を使わない物理学入門 - アインシュタイン以後の自然探検』（1963年）
- 三鬼陽之助『悲劇の経営者 - 資本主義に敗北した男の物語』（1964年）※「カッパ・ビジネス」
- 諸星龍『3分間スピーチ - 一人一人の心に、強烈な感動を』（1964年）
- 山田宗睦『危険な思想家 戦後民主主義を否定する人びと』（1965年）
- 澁澤龍彦『快楽主義の哲学 - 現代人の生き甲斐を探求する』（1965年）
- 後藤弘『バランスシート - 経営者の虚々実々を見破る本』（1965年）※「カッパ・ビジネス」
- 金子光晴『絶望の精神史 - 体験した「明治百年」の悲惨と残酷』（1965年）
- 五味康祐『五味マージャン教室 - 運3技7の極意』（1966年）
- 門馬寛明『西洋占星術 - あなたを支配する宇宙の神秘』（1966年）
- 野末陳平『姓名判断 - 文字の霊があなたを支配する』（1967年）
- 多湖輝『頭の体操』シリーズ（1967年 - 2005年）※第4集までミリオンセラー
- 岩田一男『英単語記憶術 - 語源による必須6000語の征服』（1967年）
- 佐賀潜『民法入門 - 金と女で失敗しないために』（1968年）※「カッパ・ビジネス」
- 佐賀潜『刑法入門 - 臭い飯を食わないために』（1968年）※「カッパ・ビジネス」
- 佐賀潜『労働法入門 - がっぽり給料をもらうために』（1968年）※「カッパ・ビジネス」
- 佐賀潜『道路交通法入門 - お巡りさんにドヤされないために』（1968年）※「カッパ・ビジネス」
- 吉岡力『歴史パズル - 人間はどこまで進歩したか』（1968年）
- 樋口健治『初歩自動車工学 - なぜ動く・なぜ走る・なぜ故障する』（1969年）
- 塩月弥栄子『冠婚葬祭入門 - いざというとき恥をかかないために』（1970年）※「カッパ・ホームス」
- 塩月弥栄子『続冠婚葬祭入門 - いざというとき恥をかかないために』（1970年）※「カッパ・ホームス」
- 石原慎太郎『スパルタ教育 - 強い子どもに育てる本』（1970年）
- 浜尾実『女の子の躾け方 - やさしい子どもに育てる本』（1972年）
- 羽仁進『放任主義 - 一人で生きる人間とは』（1972年）
- 渡辺正『にんにく健康法 - なぜ効く、何に効く、どう食べる』（1973年）※「カッパ・ホームス」
- 手塚治虫『マンガの描き方 - 似顔絵から長編まで』（1977年）※「カッパ・ホームス」
- 五味康祐『五味手相教室 - あなたには、どんな幸せが待っているか』（1978年）
- 森毅『計算のいらない数学入門 - 「できる」から「わかる」へ』（1980年）※「カッパ・サイエンス」
- 小室直樹『ソビエト帝国の崩壊 - 瀕死のクマが世界であがく』（1980年）※「カッパ・ビジネス」
- 小室直樹『アメリカの逆襲 - 宿命の対決に日本は勝てるか』（1980年）※「カッパ・ビジネス」
- 栗本慎一郎『パンツをはいたサル - 人間は、どういう生物か』（1980年）※「カッパ・サイエンス」
- 加山雄三『この愛いつまでも - 若大将の子育て実戦記』（1981年）※「カッパ・ホームス」
- 川上哲治『悪の管理学 - かわいい部下を最大限に鍛える』（1981年）※「カッパ・ビジネス」
- 上野千鶴子『セクシィ・ギャルの大研究 - 女の読み方・読まれ方・読ませ方』（1982年）※「カッパ・サイエンス」
- 内藤正敏『鬼がつくった国・日本 - 歴史を動かしてきた「闇」の力とは』（1985年）※「カッパ・サイエンス」
- 阿川弘之『国を思うて何が悪い - 一自由主義者の憤慨録』（1987年）※「カッパ・ホームス」
- 盛田昭夫・石原慎太郎『「No（ノー）」と言える日本 - 新日米関係の方策（カード）』（1989年）※「カッパ・ホームス」
- 石原慎太郎・渡部昇一・小川和久『それでも「No（ノー）」と言える日本 - 日米間の根本問題』（1990年）※「カッパ・ホームス」